# 金川峡水库
金川峡水库是中国甘肃省金昌市永昌县境内的一座水库，位于石羊河上，建于1959年。水库正常库容为6050万立方米，集雨面积为1987平方千米，海拔为1872.2米。

## 历史
一期工程于1958年3月开工，1959年6月完工。主体工程有大坝（高21米）、输水隧洞（长218.3米）和临时溢洪道等，库容3000万立方米。
二期工程于1965年10月开工，1968年10月完工。在一期工程的基础上进行加固，扩大库容。